# Sara Ballantyne (wielrenster)
Sara Ballantyne (Verenigde Staten van Amerika, 14 oktober 1960) is een wielrenner uit de Verenigde Staten van Amerika.
In 1989 werd zij officieus wereldkampioene mountainbike, maar het toernooi werd pas een jaar later officieel georganiseerd.
In 1991 schreef Ballantyne de Wereldbeker mountainbike op haar naam.